# Béla Faragó
Béla Faragó (* 22. Mai 1961 in Kaposvár) ist ein ungarischer Musiker und Komponist.

## Werdegang
Faragó studierte zunächst Musik am Bartók-Konservatorium und der Franz-Liszt-Musikakademie in Budapest und tritt seit 1977 als Komponist und Musiker (Synthesizer und Klavier) in verschiedenen Ensembles in Erscheinung. Von 1982 bis 1990 war er Teil der Gruppe 180 (180-as csoport). Seine musikalische Entwicklung folgte verschiedenen Einflüssen, besonders durch die American repetitive school um Christian Wolf und Morton Feldman, durch die Fluxus-Bewegung und die ungarischen Komponisten György Kurtág und György Ligeti. Faragós Werke umfassen klassische und moderne Kompositionen in den Bereichen Filmmusik, Ballet, Radiokonzerte und Theaterbegleitung. Unter anderem zeichnet er verantwortlich für die Filmmusik der ungarischen Verfilmung von Winnetou aus dem Jahr 1995.
Seit 1990 ist Faragó Lehrer für klassische Komposition im Bereich Jazz an der Franz-Liszt-Musikakademie. 1991–92 folgte ein Studium der Komposition und Computermusik am Königlichen Konservatorium in Den Haag.

## Auszeichnungen
- Erkel Preis für Komposition 1996

## Diskographie

### Komponist
- Group 180 - II., Hungaraton, 1985
- Faragó Béla: Compositions, VCTD, 1995
- Young Composer's Group; Anthology - IV, Hungaroton, 1995
- Béla Faragó: 353 Days "Mass", BMC, 1999[1]
- Hungarian Live Electronic Works, EAR Ensemble, Hungaroton, 2000
- Kurtag, Bartok, Stravinsky, et al: Music for Clarinet, BMC, 2001
- The Faces of Light, Binder Music Manufactory, 2001
- Faragó Béla - Parti-Nagy Lajos: Dalok egy Operettből, Bárka Színház, 2004

### Musiker (Auswahl)
- Group 180 - Reich, Rzewski, Szemzö, Melis, Hungaroton, 1990
- Sugar: Ear Movements, Short Story, Fluctus, Models, etc, Hungaroton, 1999
- Hungarian Electroacoustic Music, Hungaroton, 2008